# Verbascum euphraticum
Verbascum euphraticum är en flenörtsväxtart som beskrevs av George Bentham och Svante Samuel Murbeck. Verbascum euphraticum ingår i släktet kungsljus, och familjen flenörtsväxter. Inga underarter finns listade i Catalogue of Life.